# Franz Scholz (Politiker, 1797)
Franz Scholz (* 9. Oktober 1797 in Frankenstein, Niederschlesien; † 1865 in Kamenz) war ein deutscher Jurist und Politiker.

## Leben
Scholz studierte seit 1820 Rechtswissenschaft an den Universitäten in Heidelberg und Breslau. Von 1828 bis 1852 arbeitete er als Justizkommissar und Rechtsanwalt in Neiße, zugleich war er von 1828 bis 1861 als Notar dort tätig. Von 1861 bis 1865 wirkte er als Notar in Kamenz.
Vom 18. Mai 1848 bis 11. Mai 1849 war Scholz für den Wahlkreis der Provinz Schlesien in Neiße Mitglied der Frankfurter Nationalversammlung in der Fraktion Casino, später in der Fraktion Landsberg.
1849 gehörte er dem Gothaer Nachparlament an.